# ジョシュア・ウィリス・アレグザンダー

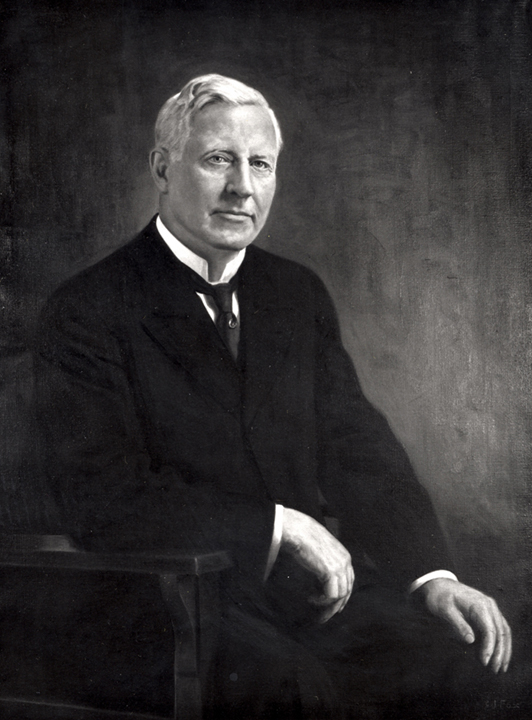
ジョシュア・ウィリス・アレグザンダー

ジョシュア・ウィリス・アレグザンダー（Joshua Willis Alexander、1852年1月22日 - 1936年2月27日）は、ウィルソン政権期の1919年12月16日から1921年3月4日にかけて、アメリカ合衆国商務長官を務めた人物である。オハイオ州に生まれたが、後にミズーリ州ギャラティンに移って地域の政治や事業に携わり、その後裁判官となった。1919年に、ミズーリ州選出のアメリカ合衆国下院議員となった。所属政党は民主党であった。また、友愛組織「デルタ・カッパ・エプシロン」の会員（ファイ支部所属）でもあった。
| アメリカ合衆国下院                   | アメリカ合衆国下院                                          | アメリカ合衆国下院           |
| ------------------------------------ | ----------------------------------------------------------- | ---------------------------- |
| 先代 フランク・B・クレッパー         | ミズーリ州第3区選出のアメリカ合衆国下院議員 1907年 - 1919年 | 次代 ジェイコブ・L・ミリガン |
| 公職                                 |                                                             |                              |
| 先代 ウィリアム・C・レッドフィールド | アメリカ合衆国商務長官 1919年12月16日 - 1921年3月4日        | 次代 ハーバート・フーヴァー  |